# Lepidocrocita
Lepidocrocita, cuja fórmula química é γ-FeO(OH), é um tipo de óxido de ferro cujos cristais tem formato ortorrômbico, coloração vermelho e transparente, que forma delgadas placas levemente estriadas; foi descrita por Posnjak and Merwin. Lepidocrocita é um mineral dimorfo de goethita, tendo ambas a mesma fórmula molecular empírica; conquanto seja menos frequente em solos do que goethita e hematita, apesar de não ser rara.

## Gênese
Lepidocrocita é encontrada em uma ampla gama de solos de diferentes condições macroclimáticas por todo o mundo. Sua ocorrência mais comum se dá em ambientes redoximórficos, isto é, onde há alternação sazonal entre condições redutivas e oxidativas. Durante estações chuvosas, o ambiente anaeróbico conduz à formação de ferro ferroso (Fe2+) que por ser solúvel é translocado para zonas oxigenadas, nas quais a lepidocrocita se precipita formando mosqueados, bandas ou concreções. Quando ela predomina nessas zonas, pode ser reconhecida por uma típica coloração laranja.
Em Argissolos (“Ultisols”) de sedimentos em neogênese de Kalimantan Oriental, Indonésia, foi constatado que a concentração de lepidocrocita em áreas declivosas é inversa à quantidade de alumínio trocável. Fato que está em concordância com experimentos que também demonstraram que o alumínio suprime a lepidocrocita. Além disso, ela também é suprimida por altas concentrações de carbonato na solução, sendo, portanto, não encontrada em solos calcários.
Em solos não calcários, contudo, a lepidocrocita está com frequência associada à goethita. Uma típica associação em microescala foi descoberta na qual observou-se a concentração de óxidos de ferro ao redor das raízes, também denominado rizoconcentração. Isso sugere que a observada predominância de goethita mais próximo das raízes é decorrente da alta pressão parcial de CO2 na rizosfera; em contraste, quanto mais longe da raiz, a lepidocrocita predominada como forma de FeO(OH).

## Galeria

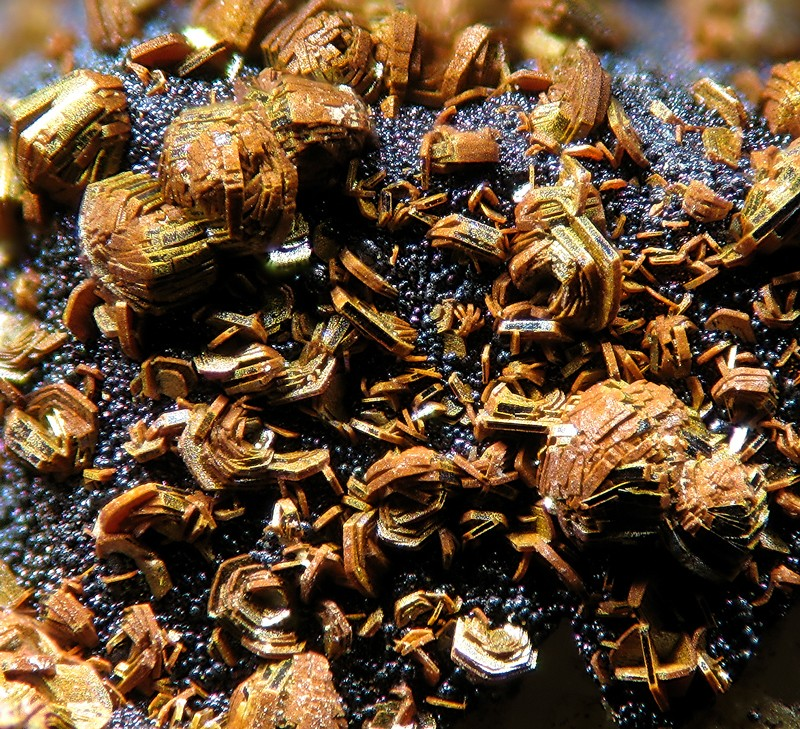
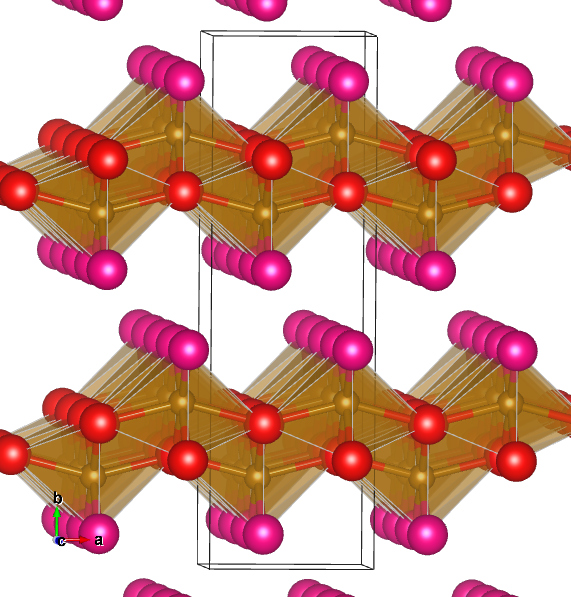
estrutura cristalina da lepidocrocita
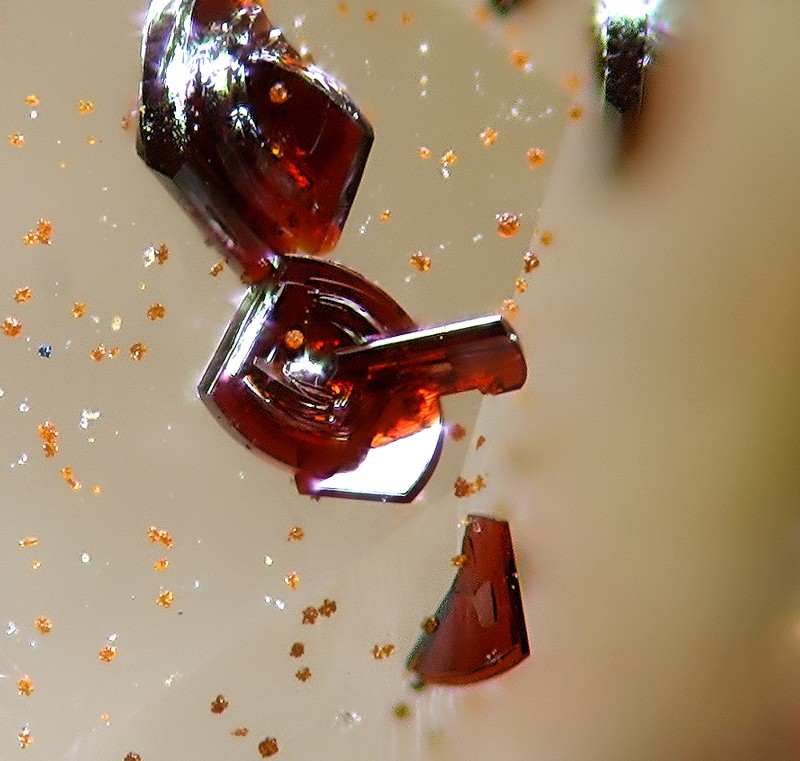
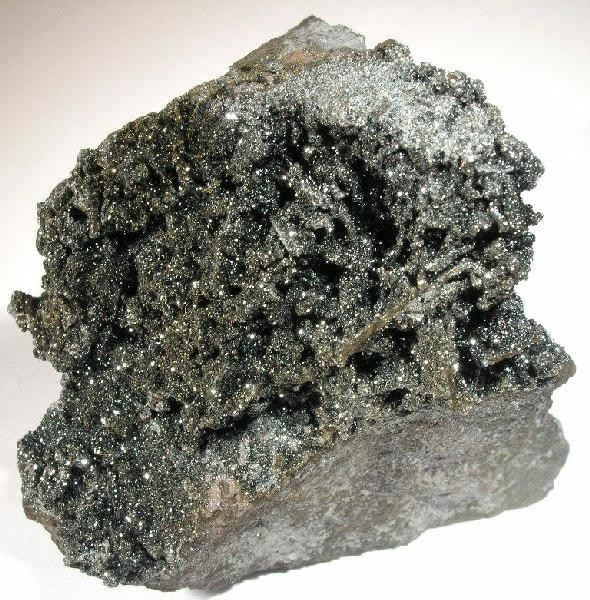
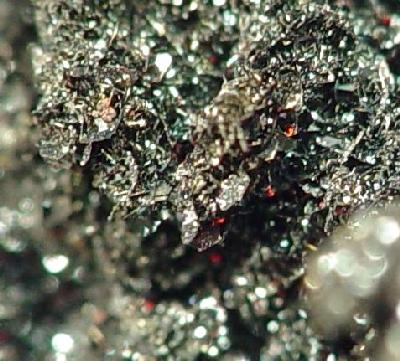
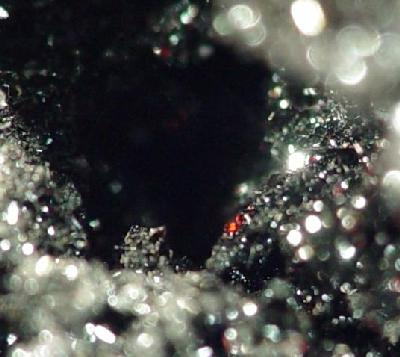
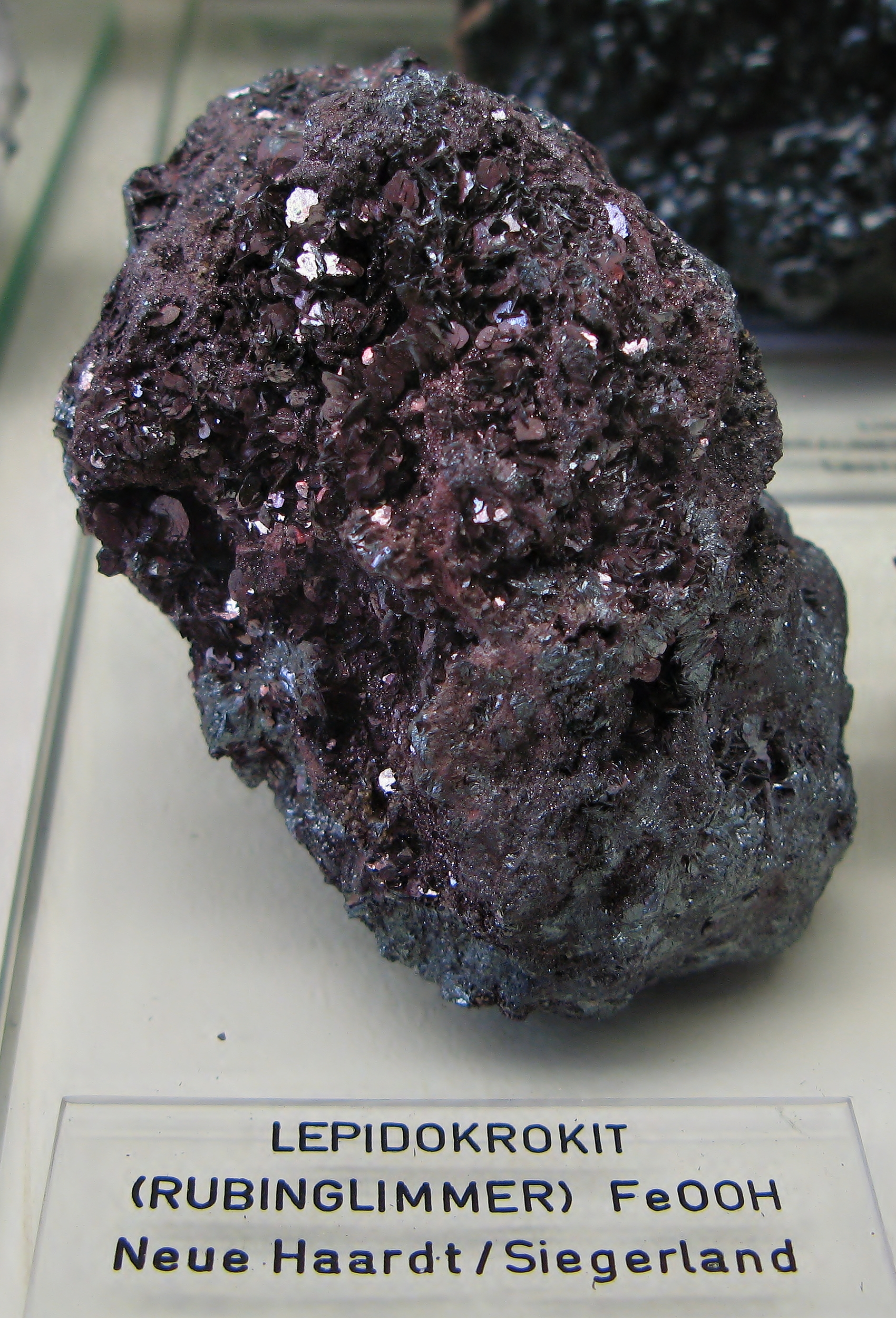
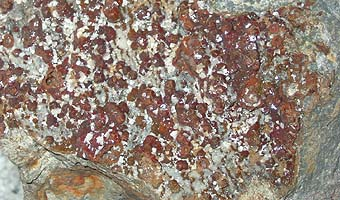
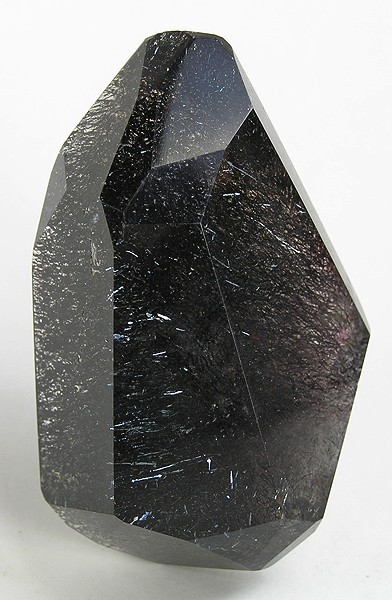
quartzo + lepidocrocita
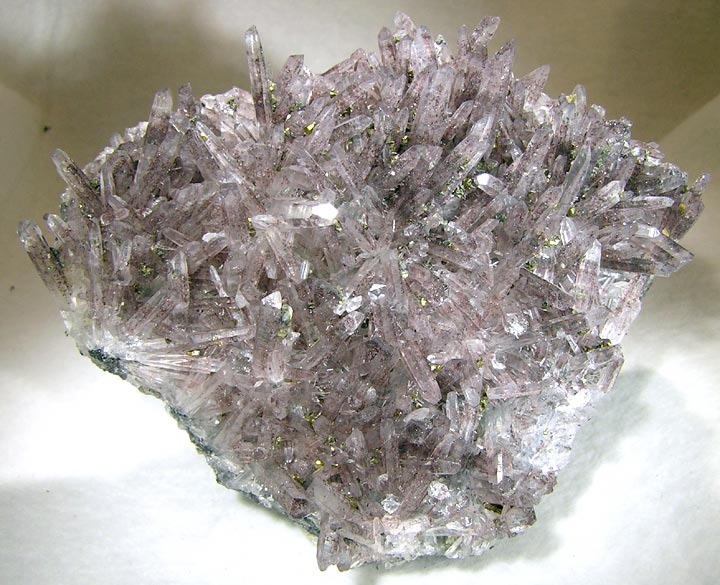
quartzo + lepidocrocita
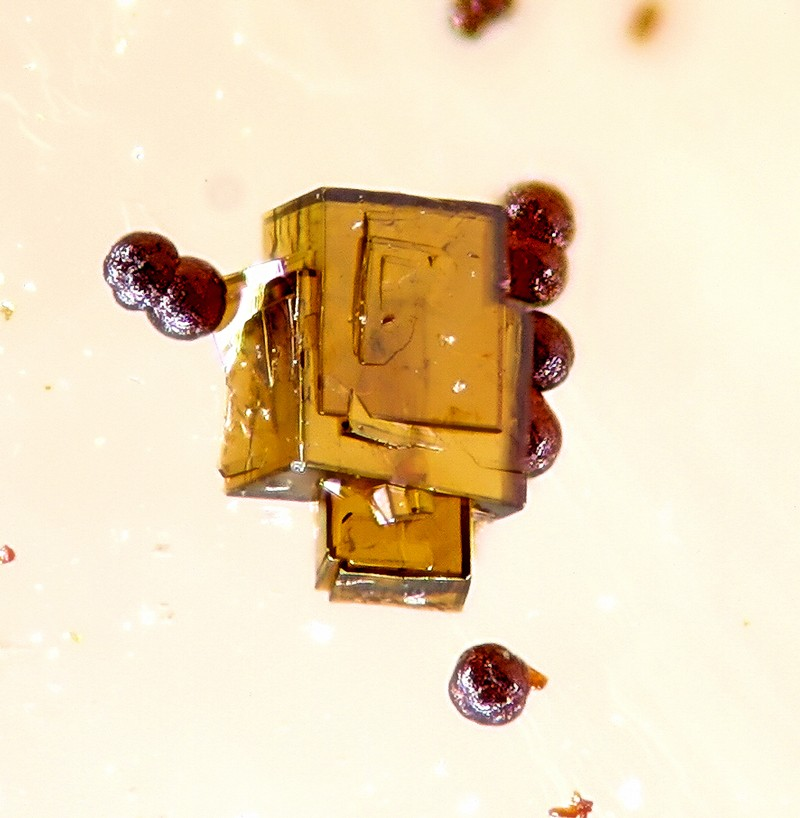
signitite + lepidrocrocite